# 이석태
이석태(李錫兌, 1953년 4월 17일 ~ )는 헌법재판소 재판관을 지낸 대한민국의 법조인이다. 판사, 검사, 헌법연구관 등 재조(在曹) 경력 없이 오직 재야(在野) 변호사 경력만으로 재판관에 임명된 첫 사례로 알려져 있다.

## 생애
1953년 한국 전쟁 중에 충청남도 서산에서 출생하였다. 서울에서 경복중학교, 경복고등학교를 졸업하고 1972년 서울대학교에 입학해 화학과에서 3학년까지 공부하다가 '인문학에 대한 갈증'으로 자퇴를 한 뒤 다시 시험을 쳐서 서울대학교 인문계열에 재입학했다. 문학이나 철학을 공부하고 싶어서 인문학을 선택했으나 군대 3년 동안 큰 좌절을 겪고 마음을 접었고, 법학을 선택하였다. 1982년 제24회 사법시험에 합격하였고 사법연수원 수료 후 인권변호사의 길을 걸었다. 1997년 헬렌 니어링의 저서 《아름다운 삶, 사랑 그리고 마무리》를 대한민국 내에 처음으로 번역하여 소개하였다.
변호사로서 '강기훈 유서대필 사건', '동성동본 불혼 헌법소원 사건', '미결수의 수의착용 헌법 소원 사건' 등 큰 사건들을 주로 다뤘다. 매향리 미군사격장 소음피해와 관련해 대한민국 내 최초로 미군의 환경오염책임을 묻는 판결을 이끌어냈다. 환경운동연합 상임집행위원, 녹색교통운동 공동대표, 대한변호사협회 인권위원장을 지냈으며 노무현 정부 출범 뒤 첫 대통령공직기강비서관을 맡았다. 호주제 폐지에 앞장섰고 양심적 병역거부관련 운동에 동참하였다. 2011년부터 참여연대 공동대표를 맡았다. 2015년 1월부터 세월호 침몰 사고 관련 4·16세월호참사 특별조사위원회 위원장으로 내정되어 활동하였다.
이처럼 재조 경력이 전혀 없었음에도 불구하고 인권변호사로서의 경력을 인정 받아 2018년 김명수 대법원장 지명으로 헌법재판소 재판관 후보에 지명되었고, 같은 해 9월 21일 문재인 대통령에 의해 헌법재판소 재판관에 임명되었다. 2023년 4월 16일자로 70세의 정년을 맞이하여 퇴임하였고, 14일에 미리 퇴임식을 치뤘다.

## 학력
- 경복중학교 졸업
- 경복고등학교 졸업
- 서울대학교 법학과 졸업

## 경력
- 1982년 제24회 사법시험 합격
- 1989년: 법무법인 덕수 변호사[4]
- 1992년 ~ 1993년: 미국 하버드대학교 로스쿨 객원연구원
- 1999년 ~ 2001년: 한겨레신문 사외이사
- 2000년 ~ 2001년: 대한변호사협회 인권위원회 위원장
- 2003년: 대통령비서실 공직기강비서관
- 2004년 ~ 2006년: 민주사회를 위한 변호사모임 회장
- 2006년: 일본 히토쓰바시 대학교 대학원 법학연구소 객원연구원
- 2007년: 중국 베이징대학교 법학전문대학원 객원연구원
- 2008년 ~ 2011년: 시민평화포럼 공동대표
- 2011년: 참여연대 공동대표[12]
- 2015년 1월 : 세월호 침몰 사고 특별조사위 위원장[3]
- 2018년 9월 ~ 2023년 4월 : 헌법재판소 재판관